# Reiner Erben
Reiner Erben (* 25. März 1958 in Bobingen) ist ein deutscher Politiker (Bündnis 90/Die Grünen).

## Werdegang
Erben besuchte von 1981 an das Hessenkolleg in Rüsselsheim, an dem er 1983 über den Zweiten Bildungsweg das Abitur erlangte. Er studierte Politikwissenschaften, Erwachsenenpädagogik und Geschichte in Mainz, Augsburg und Buenos Aires und schloss 1991 an der Universität Augsburg mit einem Magister Artium in Politikwissenschaft ab.
Von 1992 bis 1998 war er persönlicher Mitarbeiter bei der Landtagsfraktion der Grünen. Anschließend war er drei Jahre Mitarbeiter von Claudia Roth im Wahlkreis Augsburg. 2002 kam er als Projektleiter zu dem Integrationsprojekt Tür an Tür – miteinander wohnen und leben, das sich für mehr Rechte und Chancen von Zuwanderern einsetzt. Seit 2004 ist er dort Geschäftsführer.
1992 wurde er Mitglied des Vorstands des grünen Kreisverbands in Augsburg. Von 1994 bis 1998 war er Sprecher des Stadtverbandes. 1997 wurde er in den Augsburger Stadtrat gewählt, 2002 sowie 2008 wiedergewählt und war dort Mitglied in den Ausschüssen für Wirtschaftsförderung,  Liegenschaften, Umwelt- und Naturschutz. Während der Regenbogen-Regierungszeit war er stellvertretender Fraktionsvorsitzender. Nach der Kommunalwahl 2008 wurde er  Fraktionsvorsitzender von Bündnis 90/Die Grünen im Stadtrat.
Bei den Landtagswahlen 2003 und 2008 als Direktkandidat im Stimmkreis Augsburg-West kandidierte er ohne Erfolg für den Bayerischen Landtag. Am 16. Mai 2013 rückte er für den verstorbenen Adi Sprinkart in den Landtag nach, dem er aber nur bis 7. Oktober 2013 angehörte. Seit 2. Mai 2014 ist Reiner Erben berufsmäßiger Stadtrat in Augsburg für Umwelt, Nachhaltigkeit und Migration.